# Ervin Bulku
Ervin Bulku (ur. 3 marca 1981 w Tiranie) – albański trener i piłkarz grający na pozycji pomocnika.

## Kariera piłkarska

### Kariera klubowa
Ervin Bulku karierę piłkarską rozpoczął w drużynie juniorskiej SK Tirana. W wieku 18 lat został zawodnikiem pierwszej drużyny, która była wtedy prowadzona przez Sulejmana Mema. W swoim pierwszym sezonie gry w Kategoria Superiore wystąpił w 13 meczach. W sezonie 1999/2000 Bulku został podstawowym graczem SK Tirana. Wystąpił w nim w 21 spotkaniach.
W 2007 roku został zawodnikiem klubu Krywbas Krzywy Róg. Drużyna z Ukrainy zapłaciła za niego 1,2 miliona euro. W pierwszym sezonie gry na Ukrainie zagrał w 30 meczach. W 2010 roku został zawodnikiem Hajduka Split, a po sezonie spędzonym w chorwackim klubie przeniósł się do azerskiego AZAL PFK Baku.

### Kariera reprezentacyjna
W reprezentacji Albanii zadebiutował w 1999 roku. Dotychczas w swojej kadrze narodowej rozegrał 39 spotkań, w których zdobył jedną bramkę (stan na 17.12.2011).